# Nemzeti régió
A nemzeti régió (angolul: national region) térség, amelynek alapvető jellegzetessége, hogy lakosságának meghatározó többsége sajátos nyelvi és kulturális identitással rendelkezik, és e sajátossága politikai értelemben is megjelenik. A nemzeti régiók területi-közigazgatási elismertségre is szert tehetnek, ebben az esetben területi autonómiával rendelkeznek, illetve különleges jogállást élveznek. Minthogy e régiók lakossága identitásának a sajátos kultúra és nyelv mellett része – történelmi egységként – maga a terület is, e területileg meghatározott társadalmak autonomista/regionalista mozgalmak révén politikailag is mobilizálódnak, illetve mobilizálhatóak.

## Nemzeti régió, nemzeti kisebbség, állam nélküli nemzetek
A 'nemzeti régió' tulajdonképpen egy gyűjtőfogalom: nem csupán azokra a – saját közigazgatási kerettel rendelkező, vagy anélküli – régiókra vonatkoztatható, amelyeknek jellegét valamely nemzeti kisebbség nyelvi, etnikai vagy vallási sajátosságai határozzák meg, hanem azokra is, amelyeket fejlett, de anyaország nélküli kultúrák tesznek egyedivé. Vagyis: a „nemzeti régiók” kifejezés az angolszász szóhasználat sub-state nation fogalmának feleltethető meg leginkább, de kapcsolható az állam nélküli nemzetek fogalmához is (lásd stateless nations).

## A „nemzeti régió” mint európai polgári kezdeményezés
A nemzeti régió fogalmát először a Székely Nemzeti Tanács – mint Székelyföld önkormányzását célul tűző mozgalom – használta stratégiája megalapozásához. A Székely Nemzeti Tanács európai polgári kezdeményezése, melyet az Európai Unión belüli, sajátos nyelvi és kulturális (etnoregionális) identitással rendelkező területek fejlesztése céljából indított, a nemzeti régió fentebbi meghatározására alapoz.
A kezdeményezés bejegyzésével kapcsolatos jogviták során az Európai Unió Bíróságának álláspontja a nemzeti kisebbségi régió kifejezést használja, mint ahogy a Bíróság számára Paolo Mengozzi főtanácsnok által összeállított indítvány is.

## Nemzeti régió és uniós jog
Az uniós jogot magát tekintve inkább csak elvi jellegű rendelkezések hozhatók fel a nemzeti régiók fogalmának megalapozottságához. Az Európai Unióról szóló szerződés 3. cikke szerint „az Unió tiszteletben tartja saját kulturális és nyelvi sokféleségét”, továbbá „biztosítja Európa kulturális örökségének megőrzését és további gyarapítását”. Jelentős továbbá az Európai Unió működéséről szóló szerződés 167. cikke is. Az (1.) bekezdés szerint: „Az Unió hozzájárul a tagállamok kultúrájának virágzásához, tiszteletben tartva nemzeti és regionális sokszínűségüket, ugyanakkor előtérbe helyezve a közös kulturális örökséget.” A (4.) bekezdés pedig kimondja: „Az Unió a szerződések egyéb rendelkezései alá tartozó tevékenysége során, különösen kultúrái sokszínűségének tiszteletben tartása és támogatása érdekében, figyelembe veszi a kulturális szempontokat.”
A másodlagos uniós jogból kiemelkedik az Európai Parlament és a Tanács 1059/2003/EK rendelete, melynek a 105/2007/EK rendelettel módosított változata kimondja, hogy a regionális fejlődést nyomon követő területi-statisztikai rendszer (NUTS) egységei között „a nem közigazgatási egységeknek tükrözniük kell a gazdasági, társadalmi, történelmi, kulturális, földrajzi vagy környezeti körülményeket” is (10. pont).
A nemzeti régió fogalma a „régiók Európája” jövőképhez is kapcsolódik, melyet először Denis de Rougemont fogalmazott meg egy 1962-es interjújában. A hetvenes évektől kezdődően a régió mint az európai térszerkezet alapvető (az európai civilizáció karakterét is meghatározó) egysége került az előtérbe, és ez - bizonyos mértékben - az uniós jogra is rányomta a bélyegét, anélkül azonban, hogy az európai államok szuverenitását valamilyen mértékben korlátozná.
Összegezve: az EU joga tehát elvi szinten elfogadja – az európai értékekkel összeegyeztethetőnek tartja – a nemzeti régiók létrejöttét és beilleszkedését az Unió regionális fejlesztési rendszerébe, azonban gyakorlati politikai szinten nem támogatja azokat.